# Madelaine Smith
Madelaine Smith (Solihull, 19 januari 1995) is een Brits skeletonster.

## Carrière
Smith maakte haar wereldbekerdebuut in het seizoen 2017/18 waar ze 27e werd in de eindstand. Het volgende seizoen deed ze een pak beter ze eindigde met een 11e plaats net niet in de top tien. In het seizoen 2019/20 kon ze haar resultaten van van vorig seizoen niet evenaren en werd 16e.
In 2019 nam ze voor het eerst deel aan het wereldkampioenschap waar ze 15e werd. Op het wereldkampioenschap 2020 wist ze een 21e plaats te behalen en greep ze net naast een bronzen medaille op het onderdeel gemengd team.

## Resultaten

### Wereldkampioenschappen
| Jaar | Plaats    | Resultaat                       |
| ---- | --------- | ------------------------------- |
| 2019 | Whistler  | 15e Individueel                 |
| 2020 | Altenberg | 21e Individueel 4e Gemengd team |

### Wereldbeker
Eindklasseringen
| Seizoen   | Rang |
| --------- | ---- |
| 2017/2018 | 27e  |
| 2018/2019 | 11e  |
| 2019/2020 | 16e  |
| 2020/2021 | 19e  |